# Wait and See
Pour plus de détails, voir Fiche technique et Distribution.
Wait and See (あ、春, Ā haru) est un film japonais de Shinji Sōmai, sorti en 1998.

## Synopsis
Hiroshi Nirasaki est un courtier d'assurances en proie à des difficultés financières. Il voit sa situation se compliquer encore lorsqu'un homme excentrique et alcoolique qui se prétend être son père, pourtant officiellement décédé, fait irruption dans sa vie.

## Fiche technique
- Titre français : Wait and See[1]
- Titre original : あ、春 (Ā haru?)
- Réalisation : Shinji Sōmai
- Scénario : Fumihiro Nakajima d'après un roman de Masahiko Murakami
- Photographie : Mutsuo Naganuma
- Montage : Yoshiyuki Okuhara
- Décors : Fumio Ogawa
- Musique : Yoshihide Ōtomo
- Producteurs : Nozomu Enoki, Takashi Yajima et Shigehiro Nakagawa
- Sociétés de production : Shōchiku, Eisei Gekijo, Trum
- Pays d'origine :  Japon
- Langue originale : japonais
- Format : couleurs - 35 mm - 1,85:1 - Mono
- Genre : action
- Durée : 100 minutes[2]
- Date de sortie :
  - Japon : 19 décembre 1998[2]

## Distribution
- Kōichi Satō : Hiroshi Nirasaki
- Yuki Saitō : Mizuho, femme d'Hiroshi
- Tsutomu Yamazaki : Sasaichi, père d'Hiroshi
- Shiho Fujimura : mère de Mizuho
- Sumiko Fuji : Kimiyi, mère d'Hiroshi
- Chisako Hara : tante de Mizuho
- Michiko Kawai : infirmière
- Hōka Kinoshita : homme ivre
- Kyoko Mitsubayashi : Yaeko Togashi, femme de Sasaichi
- Tomokazu Miura : frère d'Hiroshi
- Kimiko Yo : femme du frère d'Hiroshi
- Takehiro Murata : Sawachika, collègue d'Hiroshi
- Keita Okada : Mitsuru, fils d'Hiroshi
- Tsurube Shōfukutei : prêtre shinto
- Minori Terada : conducteur de camion
- Shin'ya Tsukamoto : docteur

## Récompenses et distinctions
- Prix Kinema Junpō du meilleur film et de la meilleure actrice dans un second rôle pour Sumiko Fuji
- Prix FIPRESCI à la Berlinale[3]
- Prix Blue Ribbon de la meilleure actrice dans un second rôle pour Kimiko Yo
- Hōchi Film Award de la meilleure actrice dans un second rôle pour Sumiko Fuji
- Prix du film Mainichi du meilleur scénario pour Fumihiro Nakajima et de la meilleure actrice dans un second rôle pour Kimiko Yo